# Ernesto Ruffini
Ernesto Ruffini (19 de janeiro de 1888 - 11 de junho de 1967) foi um cardeal italiano da Igreja Católica que serviu como arcebispo de Palermo de 1945 até sua morte, e foi elevado ao cardeal em 1946 pelo papa Pio XII.

## Biografia
Ruffini nasceu em San Benedetto Po, na província de Mântua, estudou no seminário diocesano de Mântua, na Pontifícia Faculdade Teológica do Norte da Itália (obtenção de sua licenciatura em teologia) e na Pontifícia Universidade Santo Tomás de Aquino (Angelicum) (licenciado em filosofia) e Pontifício Instituto Bíblico (diploma para ensinar Ciência Bíblica) em Roma. Ele foi ordenado ao sacerdócio em 10 de julho de 1910, e terminou seus estudos em 1912.
Ruffini lecionou no Seminário Maior Romano (1913-1930) e depois na Pontifícia Universidade Urbaniana (1917-1929). Criado para o cargo de Monsenhor em 1925, foi nomeado Secretário da Congregação de Seminários e Universidades em 28 de outubro de 1928. Ruffini foi Protonotário Apostólico em 15 de junho de 1931. Em 1930, Ruffini foi nomeado Prefeito de Estudos da Pontifícia Universidade Lateranense, da qual ele foi nomeado reitor magnífico no ano seguinte. Conhecido por seu interesse pela ciência, Ruffini fundou a União Médica Biológica de São Lucas, examinando as relações entre catolicismo e ciência, em 1944.
Em 11 de outubro de 1945, foi nomeado arcebispo de Palermo pelo papa Pio XII. Ruffini recebeu sua consagração episcopal no dia 8 de dezembro seguinte de Giuseppe Cardeal Pizzardo, com o arcebispo Francesco Duca e o bispo Domenico Menna servindo como co-consagradores. Ruffini foi criado Cardeal-Sacerdote de S. Sabina por Pio XII no consistório de 18 de fevereiro de 1946. Ele foi o primeiro cardeal designado a colocar sua ordem de guarda-roupa nos alfaiates episcopais de Gamarelli, que ele fez na mesma manhã que o anúncio de elevação ao Colégio Sagrado. Mais tarde, ele participou do conclave papal de 1958, que selecionou o papa João XXIII. O cardeal Ruffini também estava entre os papáveis naquele conclave.
Durante seu mandato como arcebispo de Palermo, ele apoiou Francisco Franco, mas protestou contra o comunismo e ativista anti-máfia Danilo Dolci. Ele também exigiu que o bandido siciliano Salvatore Giuliano parasse de matar dentro de Palermo, e foi cauteloso em ser levado a implicar que a máfia era o principal problema da Sicília. Para a pergunta de um jornalista sobre "O que é a máfia?" ele respondeu: "Até onde eu sei, poderia ser uma marca de detergente".
Um oponente severo da reforma, ele participou do Concílio Vaticano II (1962-1965), e sentou-se no seu Conselho de Presidência. Ruffini também fazia parte do grupo de estudo conservador Coetus Internationalis Patrum no conselho. Ele foi forçado a intervir em uma discussão acalorada entre os cardeais Alfredo Ottaviani e Augustin Bea durante a última sessão preparatória do Conselho. Durante a discussão sobre a declaração proposta pelo Conselho contra o antissemitismo, o cardeal Ruffini acusou o documento de ser excessivamente gentil com os judeus, que ele considerava hostis ao cristianismo. Ele também desaprovou Gaudium et spes, Sacrosanctum Concilium e Dignitatis humanae. 
O cardeal Ruffini foi um dos cardeais eleitores que participaram do conclave de 1963, que selecionou o papa Paulo VI.
Ele morreu de um ataque cardíaco em Palermo, aos 79 anos. Ruffini está enterrado no santuário de Madonna dei Rimedi.